# قهرمان شهر ما
قهرمان شهر ما فیلمی به کارگردانی محمدرضا فاضلی و نویسندگی فریدون گله ساختهٔ سال ۱۳۴۶ است.

## خلاصه فیلم
«نانسی» پس از این که پدر ایرانی و مادر آمریکایی اش از هم جدا می‌شوند مدتی نزد مادر در آمریکا می‌ماند، اما پس از مرگ مادر در جستجوی پدر روانهٔ ایران می‌شود. همزمان با ورود دختر، عده ای که توطئه ای برای دست یافتن به ثروت پدر طرح کرده‌اند چون او را مانع می‌بینند درصدد قتلش برمی آیند و مرد جوانی که با او آشنا شده با یک سلسله عملیات مانع به نتیجه رسیدن دسیسهٔ تبهکاران شده و گرفتارشان می‌سازد.

## بازیگران

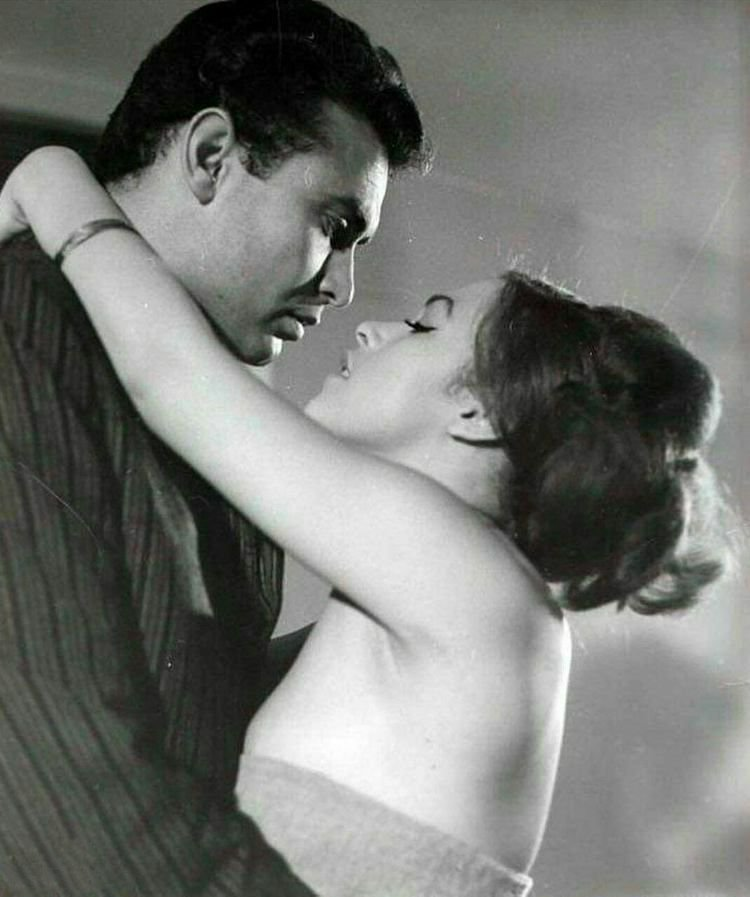
داریوش طلایی و گیزلا در قهرمان شهر ما

- نانسی کواک
- محمدرضا فاضلی
- داریوش طلایی
- جهانگیر غفاری
- گیزلا ناکس
- پوران
- رفیع حالتی
- فیروز چنگیز
- عباس مهردادیان